# Raja Ampat
El archipiélago de las islas Raja Ampat es un archipiélago de Indonesia localizado al noroeste de la península de Doberai (o Cabeza de Pájaro), al noroeste de la isla de Nueva Guinea. Administrativamente, el archipiélago pertenece a la provincia de Papúa Suroccidental.
Está formado por cuatro islas principales, Misool, Salawati, Batanta y Waigeo, la isla de Kofiau, Gag y otros 1 500 pequeños islotes, cayos y bancos de arena.
No muy lejos, se halla el mayor parque nacional marino de Indonesia, el parque nacional marítimo Golfo de Cenderawasih, cuya superficie total (terrestre y marina) es de aproximadamente 46 000 km².

## Biodiversidad marina

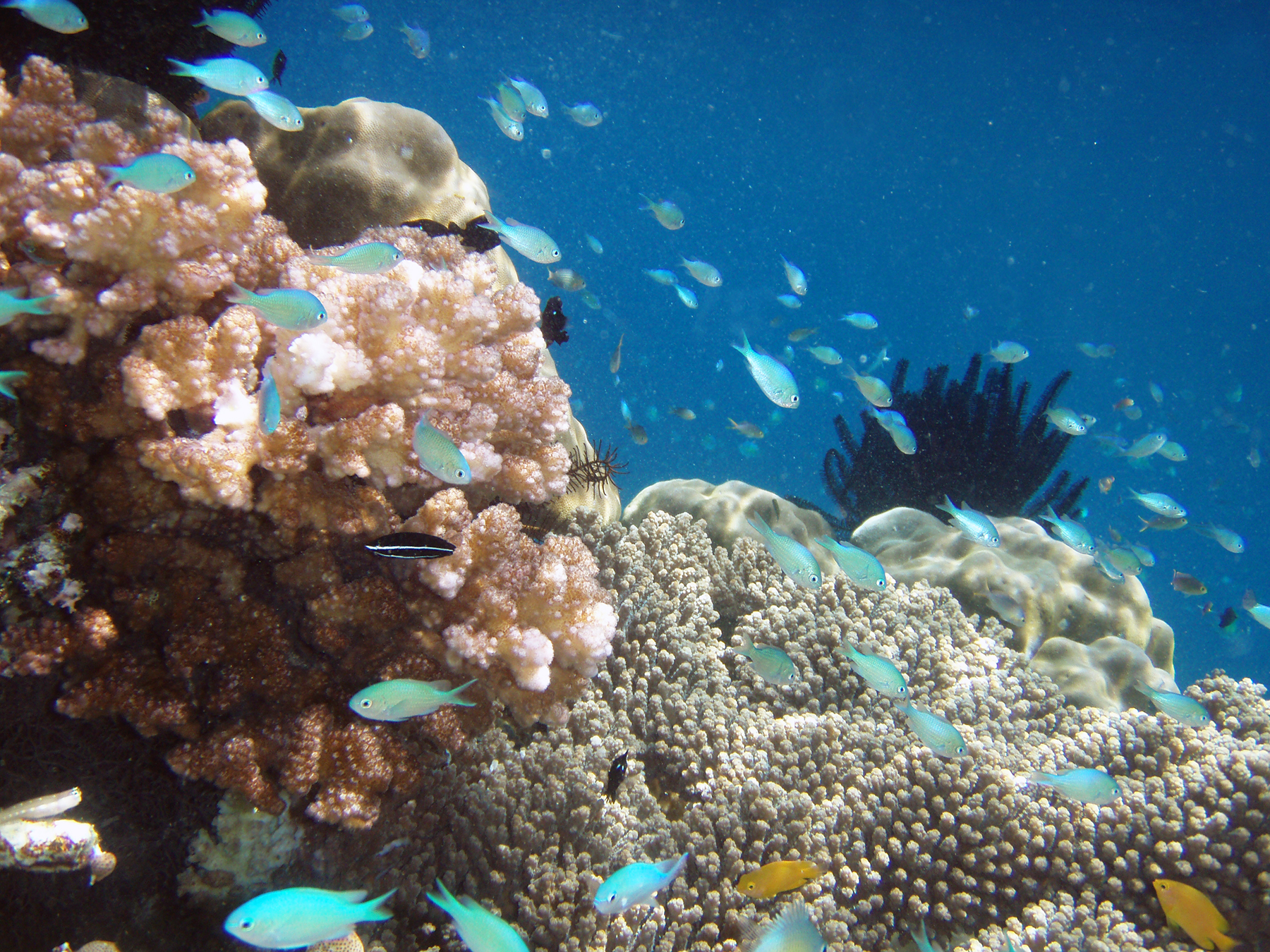
Corales pétreos, peces pomacéntridos y una estrella de mar peluda (negro, en la parte posterior).

Raja Ampat se encuentra en el denominado Triángulo del Coral, un centro de biodiversidad marina. En la 23ª Expedición realizada por la organización Conservar la Naturaleza en el 2002 se contaron 505 especies de coral y 828 especies de peces. El ictiólogo australiano Gerald R. Allen contó 283 especies de peces en una sola exploración submarina. Se han identificado un total de 1 320 especies de peces.
En el corazón del Triángulo del Coral se encuentra el Parque Marino de Raja Ampat donde a lo largo y ancho de los más de 46 000 kilómetros cuadrados de su extensión se han protegico Dudongs, tiburones, tortugas y mantas. Destaca este parque por ser la primera zona protegida en Indonesia y una de las primeras donde se protegen a tiburones y mantas.

## Fauna
- Cicinnurus respublica

## Imágenes

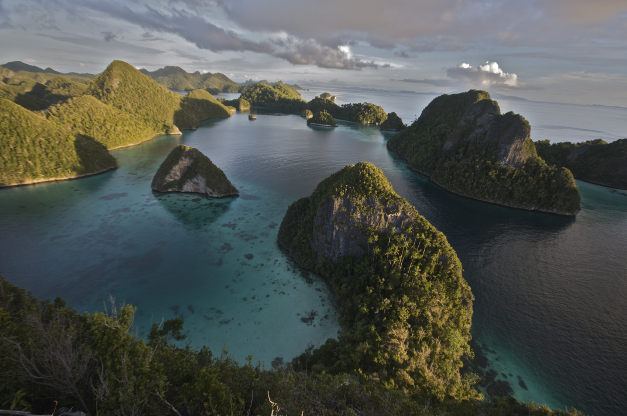
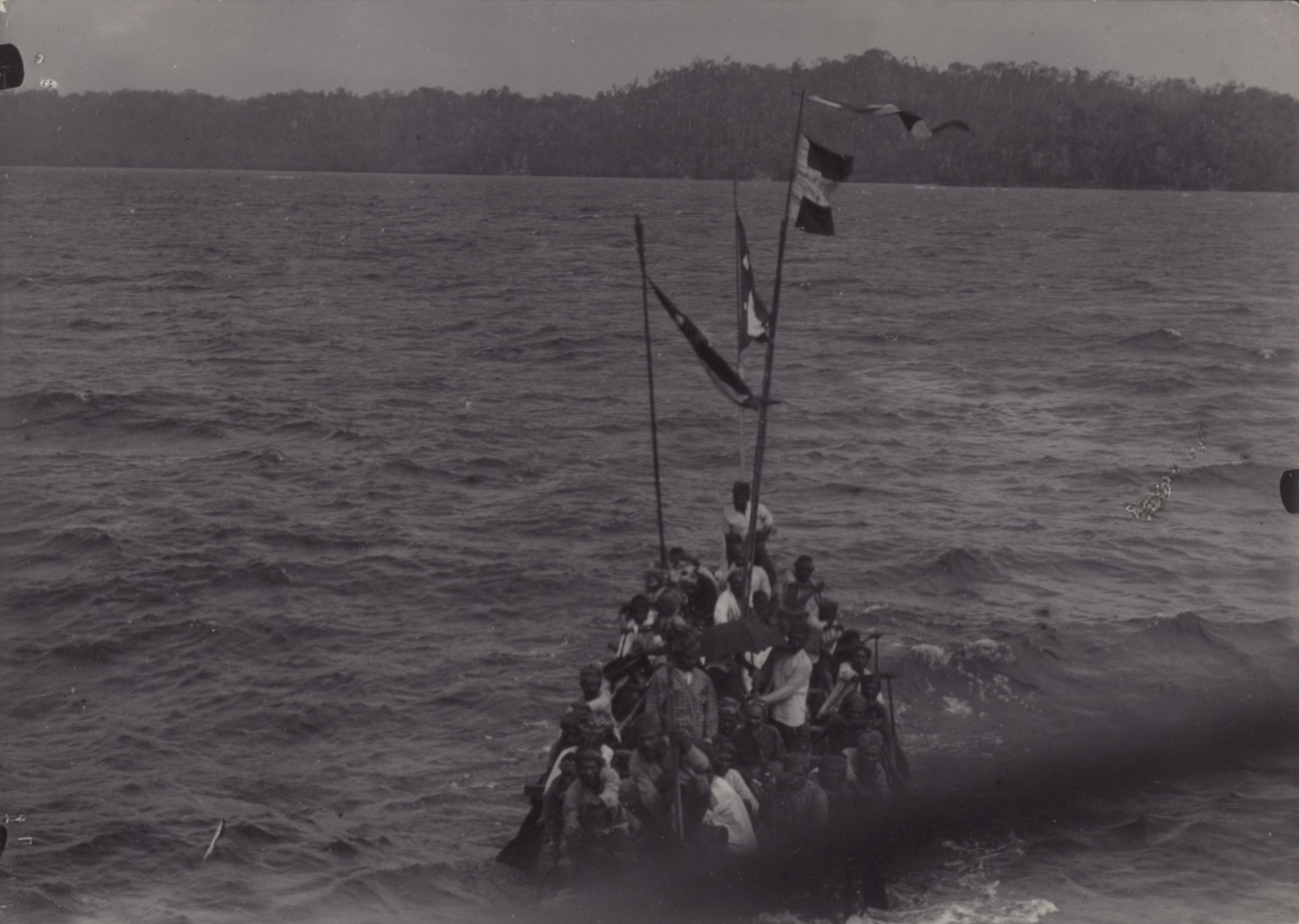
Expedición holandesa a Misool c. 1899
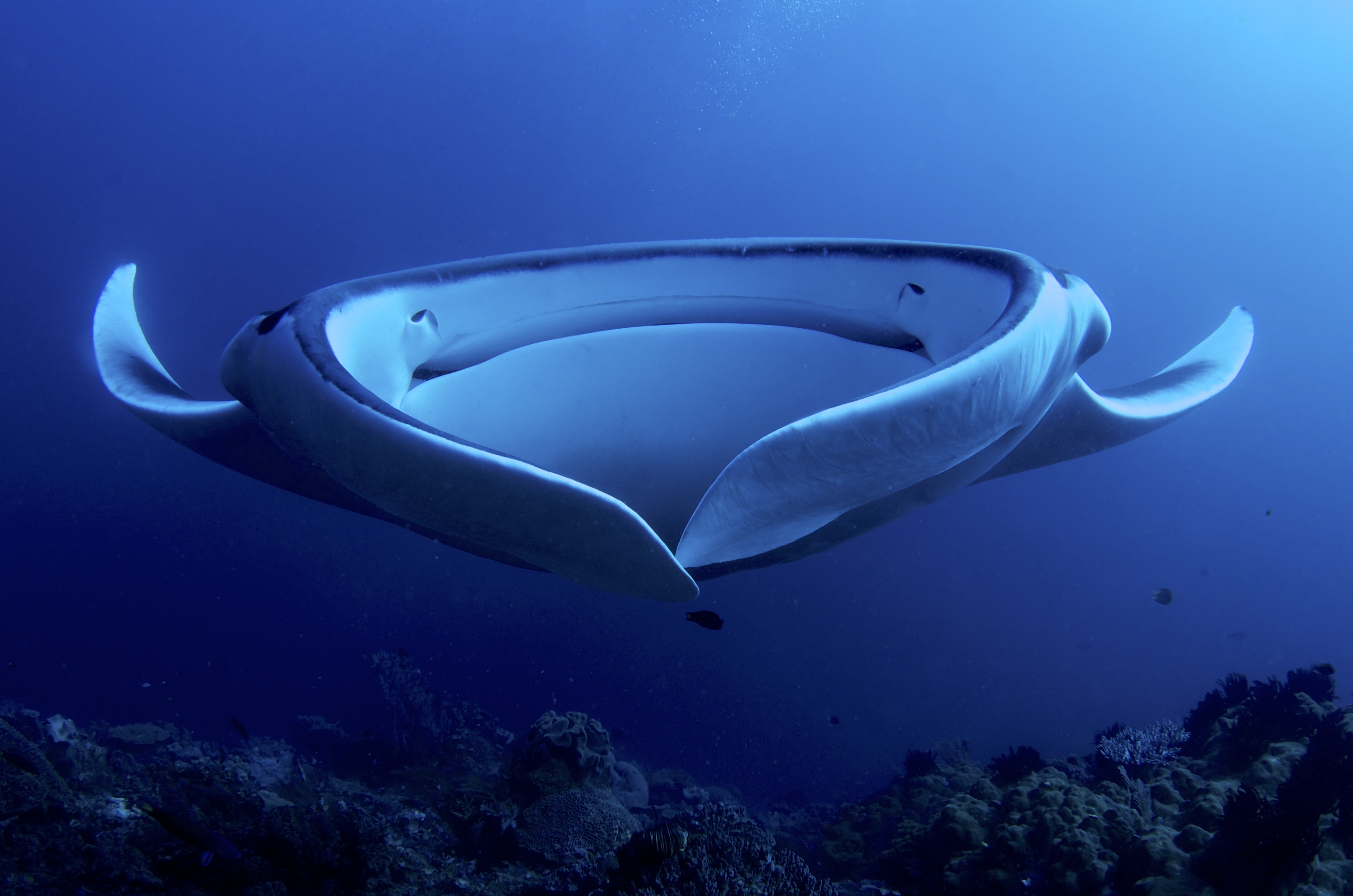
Manta gigante.